# Ricardo Pérez Godoy
Ricardo Pío Pérez Godoy (Lima, 9 giugno 1905 – Lima, 26 luglio 1992) è stato un generale e politico peruviano.
È stato Presidente del Perù dal 18 luglio 1962 al 3 marzo 1963.